# Jesuitenkolleg Straubing

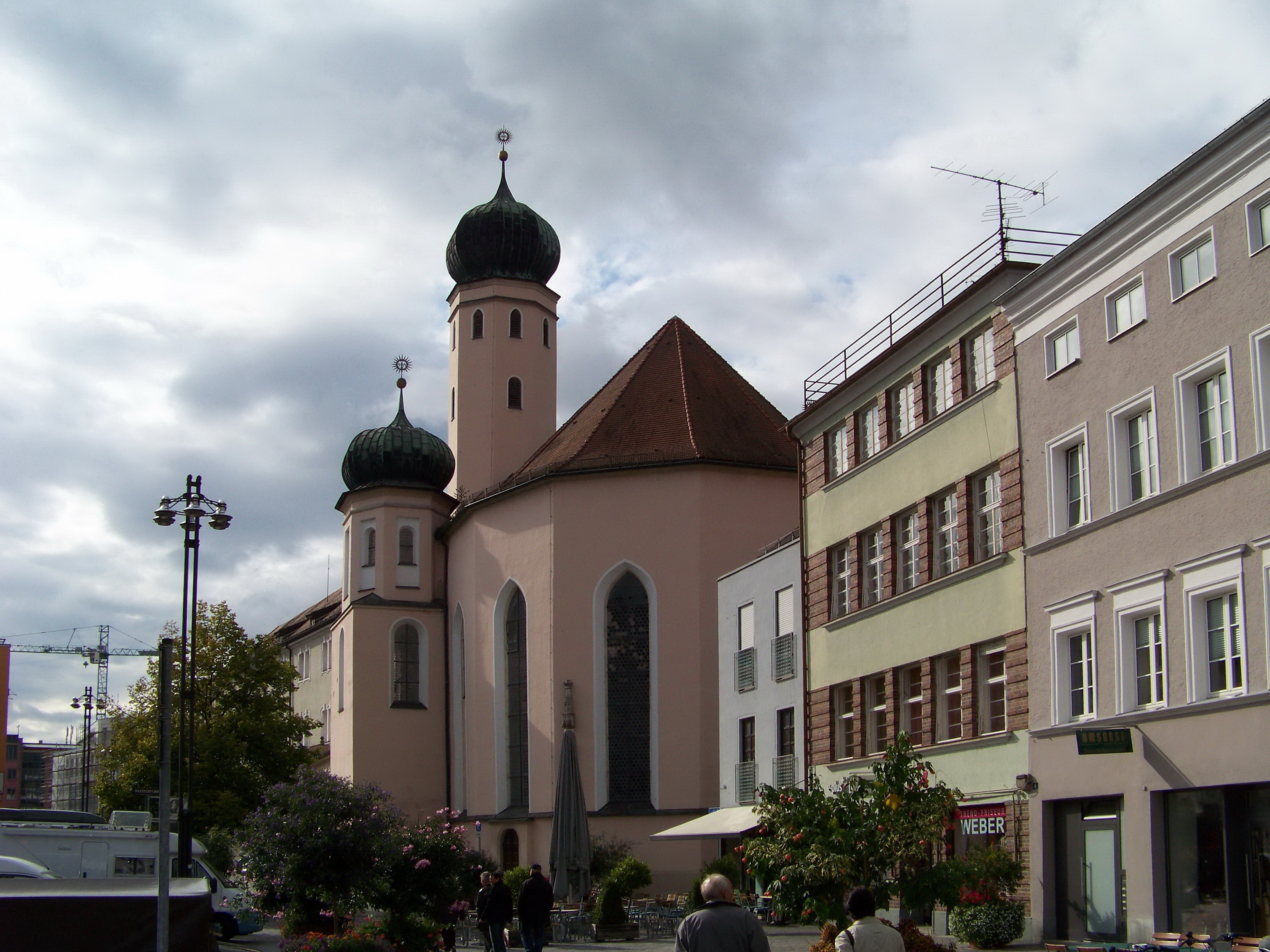
Ehemalige Jesuitenkirche in Straubing

Das Jesuitenkolleg Straubing war ein Kolleg der Jesuiten in Straubing, das von 1650 bis 1774 bestand. Heute ist die Polizeiinspektion Straubing in dem denkmalgeschützten Gebäudekomplex untergebracht. Die ehemalige Jesuitenkirche ist Nebenkirche zur Pfarrei St. Jakob.

## Geschichte
1631 kamen Jesuiten nach Straubing, von Kurfürst Maximilian I. von Bayern beauftragt und finanziell ausgestattet, eine Kirche und ein Collegium zu errichten. Von der Stadt wurde ihnen die „capellen unserer lieben frauen bei dem oberen thor“ mit den dazugehörigen Einkünften als Kollegiumskirche überlassen. Diese Frauenkapelle ist 1368 erstmals urkundlich erwähnt. 1646 erwarben die Jesuiten das neue Ordenshaus westlich der Liebfrauenkirche, den sogenannten Kastenhof. 1650 erhielt die Jesuitenniederlassung Straubing den ordensrechtlichen Titel eines Kolleges. 1731 wurde westlich mit dem neuen Kolleg ein großer, Anspruch erhebender Trakt angebaut, dessen kasernenhafter Charakter sich betont vom bürgerlichen Gepräge des Stadtplatzes absetzte. Die Jesuiten betreuten Kirche und Kolleg bis zur Aufhebung des Jesuitenordens im Jahr 1773. Die Jesuitenkirche mit dem Patrozinium Mariens Aufnahme in den Himmel kam als Nebenkirche zur Pfarrei St. Jakob. Die Kollegbauten wurden nach 1773 durch die Bayerische Zunge des Malteserordens verwendet, die die Gebäude bis zur Säkularisation in ihrem Besitz hatte. Ein weiterer Umbau als Amtsgebäude des Landgerichts erfolgte nach Mitte des 19. Jahrhunderts.

## Baubeschreibung
Der denkmalgeschützte Gebäudekomplex besteht aus folgenden Teilen:
- Ehemalige Kollegbauten, Umbau nach 1773 als Ordensgebäude der Malteser, weiterer Umbau nach Mitte 19. Jahrhundert als Amtsgebäude, viergeschossig, mit paarweisen Segmentbogenfenstern; Rest der Stadtmauer
- Ehemaliges Jesuitengymnasium, dreigeschossiger Walmdachbau, im Kern 18. Jahrhundert, Äußeres im Stil der Maximilianszeit, mit Segmentbogenfenstern, um Mitte 19. Jahrhundert.
- Ehemalige Jesuitenkirche, im Kern spätgotisch, ab 1680 Umbau zum einschiffigen Raum mit zwei turmartigen Kapellenausbauten; mit Ausstattung.